# Auf schmalem Grat (Raumschiff Enterprise – Das nächste Jahrhundert)
Auf schmalem Grat (Originaltitel: The Enemy) ist die siebente Folge der dritten Staffel der US-amerikanischen Science-Fiction-Fernsehserie Raumschiff Enterprise – Das nächste Jahrhundert. Sie wurde in den Vereinigten Staaten über Syndication vermarktet und erstmals am 6. November 1989 auf verschiedenen Fernsehsendern ausgestrahlt. In Deutschland war sie zum ersten Mal am 21. August 1992 in einer synchronisierten Fassung im ZDF zu sehen.

## Handlung
Im Jahr 2366 bei Sternzeit 43349.2 geht die Enterprise einem Notruf vom unbewohnten Föderations-Planeten Galorndon Core nach, der nur 0,5 Lichtjahre von der Romulanischen Neutralen Zone entfernt ist. Ein Außenteam bestehend aus dem ersten Offizier Riker, Chefingenieur La Forge und Sicherheitschef Worf beamt auf die Oberfläche. Starke elektromagnetische Stürme erschweren die Erkundung. Dennoch findet das Team recht schnell das Wrack eines abgestürzten romulanischen Aufklärungsschiffs. Die drei teilen sich auf, um nach Überlebenden zu suchen. Dabei stürzt La Forge in einen unterirdischen Hohlraum. Worf findet einen schwer verletzten Romulaner und beamt zusammen mit ihm und Riker zurück auf die Enterprise.
Der Romulaner, dessen Name Patahk lautet, wird auf die Krankenstation gebracht und Schiffsärztin Beverly Crusher stellt fest, dass er sterben wird, wenn nicht schnell ein geeigneter Ribosomen-Spender für ihn gefunden wird. Riker will nach La Forge suchen, doch der Sturm ist inzwischen zu stark, um ein weiteres Außenteam auf den Planeten zu schicken. Fähnrich Wesley Crusher hat die Idee, eine Sonde mit einem Neutrino-Emitter auf der Oberfläche abzusetzen. Mittels seiner Sehhilfe, dem VISOR, sollte La Forge den Neutrinostrahl erkennen können und könnte dann von der Sonde aus Kontakt mit der Enterprise aufnehmen.
Während die Sonde vorbereitet wird, fängt der zweite Offizier Data einen Funkspruch ab, der von einem romulanischen Kriegsschiff stammt und an den Aufklärer gerichtet ist. Der romulanische Commander Tomalak bekundet seine Absicht, in den Föderationsraum einzudringen, um dem vermissten Schiff zu Hilfe zu kommen. Captain Picard nimmt daraufhin direkten Kontakt zu Tomalak auf. Der erklärt ihm, dass das Aufklärungsschiff durch einen Computerfehler vom Kurs abgekommen sei. Picard weist ihn darauf hin, dass eine Überschreitung der Grenze verboten sei. Stattdessen schlägt er vor, dass sich beide Schiffe in der Neutralen Zone treffen, wo Patahk übergeben werden soll.
Auf dem Planeten gelingt es La Forge, sich aus dem Hohlraum zu befreien. Er bemerkt den Neutrinostrahl und macht sich auf den Weg zur Sonde, doch plötzlich trifft er auf einen zweiten Romulaner, Centurion Bochra, der ihn gefangen nimmt. Bochra wird kurz darauf von herabstürzenden Steinen verletzt und die starke elektromagnetische Strahlung schädigt sein Nervensystem, sodass er nicht mehr laufen kann. Ebenso wird La Forges VISOR geschädigt und er kann nichts mehr sehen. La Forge kann Bochra schließlich davon überzeugen, dass sie nur überleben können, wenn sie zusammenarbeiten und die Sonde erreichen. Bochra hilft ihm, den VISOR mit seinem Tricorder zu koppeln. Sie haben nun eine Vorrichtung, mit der sie die Sonde grob anpeilen können. La Forge stützt Bochra und gemeinsam machen sie sich auf den Weg.
Tomalak wird ungeduldig, da die Enterprise noch nicht am vereinbarten Treffpunkt ist und stattdessen weiterhin nach La Forge sucht. Währenddessen stellt Dr. Crusher fest, dass Worf der einzige geeignete Ribosomen-Spender für Patahk ist. Worf ist sich unsicher, was er jetzt tun soll. Es widerstrebt ihm, einem Romulaner Blut zu spenden, denn als Kind musste er miterleben, wie die Romulaner die klingonische Kolonie Khitomer überfielen und dabei fast alle Bewohner, einschließlich seiner Eltern, massakrierten. Andererseits ist er sich bewusst, dass der Tod Patahks möglicherweise zu einer militärischen Eskalation führen könnte. Er berät sich mit mehreren seiner Kameraden und sucht schließlich Patahk persönlich auf. Der weigert sich, eine Blutspende von einem Klingonen anzunehmen. Schließlich informiert Worf Picard, dass er sein Blut nicht freiwillig spenden wird, sich aber beugen wird, wenn Picard es ihm befehlen sollte. Dazu kommt es aber nicht mehr, denn während ihres Gesprächs verstirbt Patahk.
Tomalak hat sich inzwischen entschlossen, nicht länger zu warten, und setzt Kurs auf Galorndon Core. Nur wenig später steht sein Schiff mit aktivierten Waffen der Enterprise gegenüber. La Forge und Bochra haben derweil die Sonde erreicht, doch sie können nicht hochgebeamt werden, solange die Schutzschilde der Enterprise aktiviert sind. Picard erklärt Tomalak die Situation und lässt die Schilde senken, in der Hoffnung, dass Tomalak nicht das Feuer eröffnet. La Forge und Bochra werden an Bord gebeamt. Bochra informiert Tomalak darüber, dass er La Forge sein Leben verdankt. Bochra darf auf das romulanische Schiff zurückkehren und dieses wird von der Enterprise zur Neutralen Zone eskortiert.

## Verbindungen zu anderen Star-Trek-Produktionen
Einige Elemente aus dieser Folge wurden in mehreren späteren Star-Trek-Produktionen wieder aufgegriffen:
- Folge 3.10 (Der Überläufer) von  Raumschiff Enterprise – Das nächste Jahrhundert aus dem Jahr 1990 nimmt Bezug auf die Ereignisse aus Auf schmalem Grat.
- Der Planet Galorndon Core ist in Folge 5.08 (Wiedervereinigung? Teil II) von  Raumschiff Enterprise – Das nächste Jahrhundert aus dem Jahr 1991 noch einmal zu sehen. Er wird zudem in mehreren Folgen verschiedener Serien und im Spielfilm Star Trek Into Darkness erwähnt.

## Produktion

### Drehbuch
Diese Folge wurde ursprünglich von David Kemper geschrieben. Geordi La Forge sollte eigentlich auf eine außerirdische Spezies treffen, die nur er sehen kann, worauf alle ihn für gestört halten, bis die Spezies das gesamte Schiff übernimmt. Das Konzept wurde überarbeitet und La Forge und Troi sollten auf dem Planeten gefangen sein und sich besser kennenlernen. Gemeinsam sollten sie den Romulaner finden. Marina Sirtis sah diese Variante des Drehbuches im Original und bestand darauf, dass diese umgesetzt wird, da seit dem Ausscheiden des Charakters Tasha Yar alle weiblichen Charaktere dem Klischee eines Pflegepersonals entsprächen. Michael Piller schrieb hierauf jedoch alles um.
Gemäß LeVar Burton war Auf schmalem Grat als Hommage an den Spielfilm Flucht in Ketten von 1958 gedacht, in dem ein weißer und ein afroamerikanischer Häftling aneinandergekettet aus einem Transporter entkommen und auf ihrer Flucht lernen müssen, miteinander auszukommen. Durch die Einbettung dieses Konzepts in einen militärischen Kontext entstanden aber auch inhaltliche Parallelen zu weiteren Filmen, etwa Die Hölle sind wir von 1968, in dem im Zweiten Weltkrieg ein amerikanischer und ein japanischer Soldat auf einer unbewohnten Insel stranden. Insbesondere der Film Enemy Mine – Geliebter Feind von 1985 wurde immer wieder als Vorlage für die Folge angesehen, da er das Konzept ebenfalls in den Weltraum verlegt.
Michael Dorn war mit der Entwicklung nicht einverstanden, da sein Charakter Worf sich in der Folge weigert, sich als Spender für den Romulaner zur Verfügung zu stellen und sein Verhalten ein Gegensatz zur Handlung auf dem Planeten war. Er sah jedoch ein, dass es ebenso interessant war, dass der Klingone seine eigenen Moralvorstellungen ausleben darf.

### Regie
David Carson war hier erstmals als Regisseur für eine Star-Trek-Produktion tätig. Er inszenierte später noch drei weitere Folgen von Raumschiff Enterprise – Das nächste Jahrhundert, vier Folgen von Star Trek: Deep Space Nine und den Spielfilm Star Trek: Treffen der Generationen.

### Darsteller
Andreas Katsulas hat hier seinen ersten von vier Auftritten als romulanischer Commander Tomalak in der Serie Raumschiff Enterprise – Das nächste Jahrhundert. Er spielte außerdem Drennik in Folge 2.22 (Cogenitor) von Star Trek: Enterprise.
John Snyder, Darsteller von Bochra, spielte auch Aaron Conor in Folge 5.13 (Das künstliche Paradies) von Raumschiff Enterprise – Das nächste Jahrhundert.
Steve Rankin, Darsteller von Patahk, spielte auch einen Cardassianer und einen Klingonen in je einer Folge von Star Trek: Deep Space Nine und Colonel Phillip Green in Folge 4.20 (Dämonen) von Star Trek: Enterprise.

## Rezeption
Keith DeCandido bewertete Auf schmalem Grat 2011 auf tor.com als eine gute Folge von Raumschiff Enterprise – Das nächste Jahrhundert. Den Handlungsstrang um La Forge fand er eher schwach, den um Worf dafür umso stärker. Die Wortgefechte zwischen Picard und Tomalak seien zudem brillant gespielt.
Trekmovie führte Auf schmalem Grat 2012 in einer Liste der zehn wichtigsten Star-Trek-Folgen zum Thema Toleranz auf Platz 8.
Anthony Vieira führte Auf schmalem Grat 2021 auf der Website collider.com in einer Liste der 25 besten Folgen von Raumschiff Enterprise – Das nächste Jahrhundert auf Platz 22.

## Parodien und Anspielungen
1996 oder 1997 wurden etwa sechs Minuten von Auf schmalem Grat in Rahmen des Fandub-Projekts Sinnlos im Weltraum parodistisch neu auf Deutsch synchronisiert.
In Folge 3.08 (Die Sünde der Gier und ein Toilettenschlüssel) der Sitcom Young Sheldon von 2019 läuft diese Folge im Fernsehen.